# Nadiózhnaya
Nadiózhnaya (del ruso: Надёжная) es una stanitsa del raión de Otrádnaya del krai de Krasnodar, en Rusia. Está situada en un área premontañosa y boscosa de las vertientes septentrionales del Cáucaso Norte, en la cabecera del río Kuntimes, afluente por la izquierda del río Urup, 23 km al suroeste de Otrádnaya y 213 km al sureste de Krasnodar, la capital del krai. Tenía 1 602 habitantes en 2010.
Es cabeza del municipio Nadiózhnoye.

## Historia
La localidad fue fundada el 15 de abril de 1860, dentro del territorio del otdel de Batalpashinskaya por cosacos de la Línea del Cáucaso. Fue desarrollándose en la segunda mitad del siglo XIX, de modo que en 1904 contaba con 11 356 habitantes. En 1920, tras la Primera Guerra Mundial y la Revolución rusa, en la localidad vivían 7 603 personas. En otoño de 1928 se establece la primera comuna en la localidad, organizándose durante la década de 1930 varios koljoses: Komunist, Vosjod, Zariá Kavkaza (Lazarchuk), Svetli put(Kislovodski), Krasni oktiabr (Romanchukov), Priurupski (Zubkov), Trudni put (Stukánov) y otros. Tras la Gran Guerra Patria se reunieron cinco de los koljoses en el sovjós Nadiózhnenski en 1958. En 1984 se construyó una nueva escuela.

## Lugares de interés
En la localidad existe una Casa de Cultura y un museo de etnografía local.

## Economía
El principal sector económico de la localidad es la agricultura. Existe una pequeña industria de transformación de madera para muebles.

## Servicios sociales
Cuenta con una escuela secundaria y un jardín de infancia.

## Personalidades
- Stanislav Filípov (*1945), escritor ruso y soviético.